# Audea albifasciata
Audea albifasciata är en fjärilsart som beskrevs av Elliot C.G. Pinhey 1968. Audea albifasciata ingår i släktet Audea och familjen nattflyn. Inga underarter finns listade i Catalogue of Life.